# Liparis downii
Liparis downii är en orkidéart som beskrevs av Henry Nicholas Ridley. Liparis downii ingår i släktet gulyxnen, och familjen orkidéer. Inga underarter finns listade i Catalogue of Life.